# Fabrizio Berni
Fabrizio Berni (Castelfiorentino, 22 giugno 1949) è un ex calciatore italiano, di ruolo difensore centrale.

## Carriera
Debuttò in Serie A nel 1969, nella Fiorentina fresca campione d'Italia, restandovi per due stagioni. Nel 1971 scende in Serie B nel Cesena, ma appena un anno dopo ritornò in massima categoria dove per tre campionati, fino al 1975, fu titolare nella difesa del L.R. Vicenza, squadra in cui, come ricorderà lo stesso Berni, «mi consacrai come giocatore vero» sotto la guida del tecnico Puricelli.
Con la compagine berica retrocessa tra i cadetti al termine della stagione 1974-1975, Berni mantenne la categoria accasandosi nella successiva estate al neopromosso Perugia. In Umbria «trovai una società organizzatissima con la coppia Ramaccioni-Castagner perfetta per far decollare la squadra», giocando altri due tornei di Serie A e contribuendo ai positivi risultati della matricola biancorossa, all'esordio assoluto nella categoria. Nel 1977 si trasferì poi al Genoa dove disputò un campionato in A e uno in B. Nei biennio in Liguria segnerà 2 dei suoi 5 gol da professionista, pur se lo stesso giocatore ammetterà, a distanza di anni, di non essersi trovato a suo agio nell'ambiente rossoblù.
Passò infine alla Pistoiese, dove guidò la difesa degli arancioni che nel 1980 conquistarono la storica promozione nella massima serie italiana, alla quale la squadra toscana approdò per la prima e fin qui unica volta dall'istituzione del girone unico. Resterà a Pistoia per altre quattro annate, collezionando con la maglia arancione 181 presenze fino al definitivo ritiro dal calcio giocato, avvenuto nel 1985.

Berni (a sinistra) al L.R. Vicenza nel 1975, in contrasto sull'attaccante juventino Pietro Anastasi.
Berni al Perugia nella stagione 1975-1976
Berni al Genoa nell'annata 1977-1978